# Weißlinienschnitt

«berge im sinn», ulli p. (1999)

Der Weißlinienschnitt ist eine Variante der Holzschnitt-Technik, die im 16. Jahrhundert weite Verbreitung fand. Das Verfahren ist an sich dem Holzschnitt (hier Schwarzlinienschnitt) gleich. Der Unterschied besteht lediglich darin, dass die Linien der Zeichnung wie eine Gravur auf dem Holzblock eingeschnitten werden. Beim Abzug wird damit die Fläche abgedruckt, die eigentlich den Hintergrund ausmacht, und die Darstellung ergibt sich – nicht druckend – aus den weißen Linien.
Dieses Verfahren wurde erstmals im 15. Jahrhundert in der italienischen Buchillustration angewendet. 
1521 schuf der Schweizer Urs Graf der Ältere im Rahmen seiner „Bannerträger-Serie“ u. a. den Fahnenträger aus Luzern, wobei er zusätzlich zur Konturlinie auch Binnenschraffuren in Weißlinien zur Steigerung der Plastizität ausführte. Albrecht Dürer verwendete den Weißholzschnitt mit seiner negativen Umkehrung, also weiße Linien auf dunklem Grund, zur Steigerung von malerischen Wirkungen in schwarzlinigen Holzschnitten. Im 19. Jahrhundert führte die Weißlinientechnik nach der Erfindung von Thomas Bewick zu einer Belebung des Verfahrens.